# Maciej Giertych

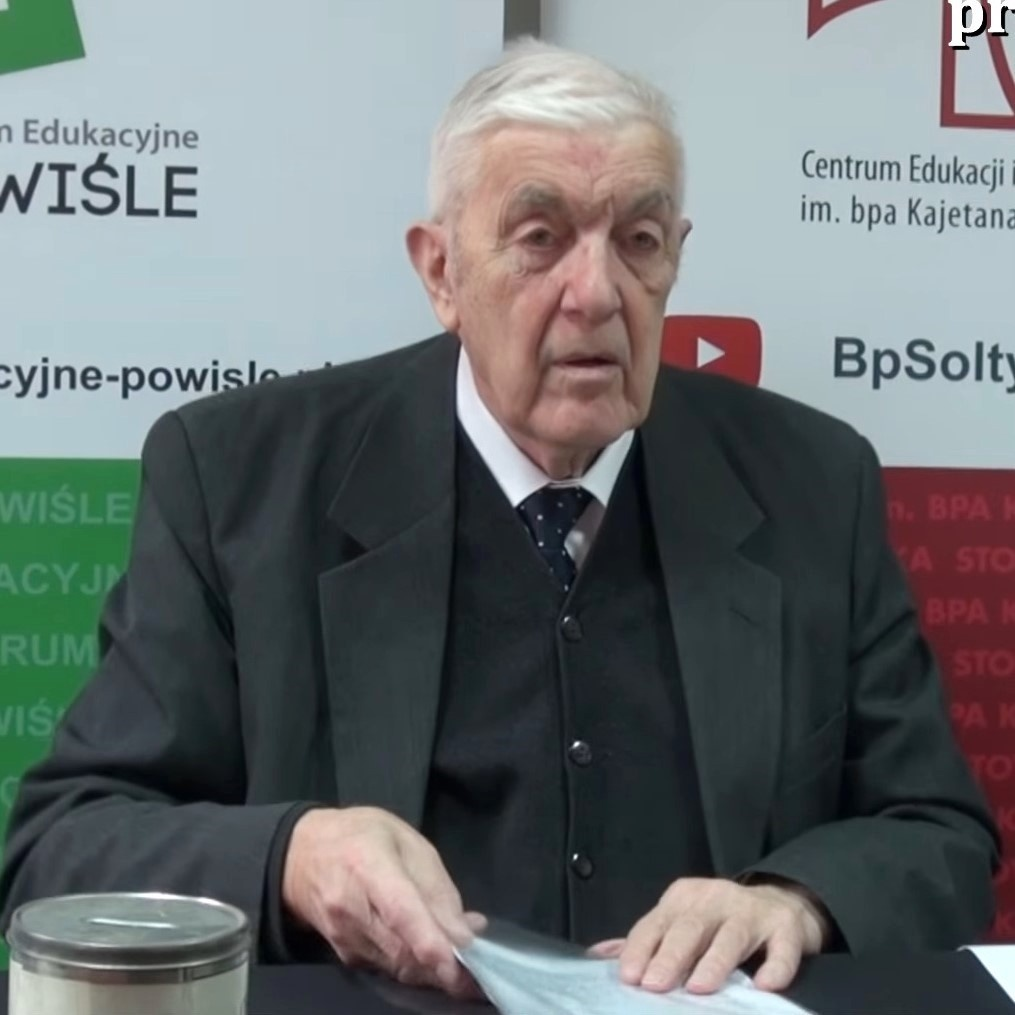
Maciej Giertych, 2019

Maciej Marian Giertych (* 24. März 1936 in Warschau) ist ein polnischer Forstwissenschaftler und ehemaliger Politiker (SN, LPR). Er war von 2001 bis 2004 Mitglied des Sejm in der IV. Wahlperiode und von 2004 bis 2009 Abgeordneter im Europaparlament.

## Leben und Wirken
Maciej Giertych verließ nach dem Zweiten Weltkrieg mit seinen Eltern Polen und wanderte über die Britische Besatzungszone in das Vereinigte Königreich aus. Er studierte in Oxford. Nach Abschluss seines Studiums 1958 arbeitete er an der Universität Toronto und erlangte dort 1962 mit der Dissertationsschrift Endogenous changes in growth regulators in relation to growth and development of red pine einen Doktorgrad. Er kehrte 1962 nach Polen zurück und arbeitete am Institut für Dendrologie der Akademie der Wissenschaften in Kórnik. An der Landwirtschaftlichen Akademie von Posen erlangte er 1970 seine Habilitation und wurde 1981 außerordentlicher, 1989 ordentlicher Professor an der Nikolaus-Kopernikus-Universität Toruń. Durch seine wissenschaftlichen Arbeiten erlangte er internationale Bekanntheit und war von 1986 bis 1995 Vertreter Polens im internationalen Rat der International Union of Forest Research Organisations (IUFRO). Für besondere Leistungen erhielt er von der IUFRO auch eine Auszeichnung.
Maciej Giertychs Sohn und ehemaliger Parteikollege ist Roman Giertych, der von 2006 bis 2007 kurzzeitig polnischer Bildungsminister war. Sein Bruder ist Wojciech Giertych. Sein Vater Jędrzej Giertych war Diplomat und politischer Aktivist der Zwischenkriegszeit.

## Politik
Seine politische Laufbahn begann Giertych mit der politischen Wende in Polen. Von 1990 bis 2002 war er Vorsitzender des Hauptvorstands der Stronnictwo Narodowe (SN). Er kandidierte bei der Parlamentswahl 1991 für die SN und bei der Parlamentswahl 1997 auf der Liste des „Blok dla Polski“, an dem sich die SN beteiligt hatte, jeweils erfolglos. Bei den Wahlen zum Senat der  Republik Polen 1993 kandidierte er für das Wahlkomitee „Narodowy Komitet Wyborców“ in der Woiwodschaft Łomża, wurde aber ebenfalls nicht gewählt. Ab 2001 war Giertych im politischen Rat der Liga Polskich Rodzin (LPR), dessen Vorsitzender er 2008 und von 2010 bis 2013 war.
Bei der Parlamentswahl 2001 wurde er für die LPR Mitglied des Sejm und hier Mitglied des Ausschusses für Umweltschutz, natürliche Ressourcen und Forstwirtschaft sowie des Ausschusses für auswärtige Angelegenheiten. Ab 2003 war er zunächst als Beobachter im Europaparlament und seit dem Beitritt Polens zur Europäischen Union ordentlicher Abgeordneter. Bei der Europawahl 2004 wurde er schließlich im Wahlkreis Schlesien gewählt. Er war zunächst Mitglied der Fraktion Unabhängigkeit/Demokratie, wurde aber im Laufe der Wahlperiode fraktionslos. Giertych wurde als Kandidat zur Präsidentschaftswahl im Herbst 2005 zugelassen, zog jedoch seine Kandidatur noch vor dem ersten Wahlgang zurück.
Für Aufsehen sorgte Giertych im Europaparlament mit einer Broschüre antisemitischen Inhalts, die er unter anderem dortselbst verteilte. Parlamentspräsident Hans-Gert Pöttering erteilte Giertych eine Rüge, da die Broschüre auf dem Deckblatt das Emblem des Parlaments zeigte und so den antisemitischen Inhalt mit dem Parlament in Verbindung brachte. Des Weiteren fiel er durch homophobe Propaganda auf. Außerdem verglich er Kanzlerin Angela Merkel mit Adolf Hitler und warf ihr das Streben nach einem von Deutschland dominierten Europa vor. Ebenso lobte er die Rolle General Francos und beklagte das „Fehlen derartiger Staatsmänner im heutigen Europa“. Bei der Europawahl 2009 trat er nicht mehr an. Von 2013 bis 2021 saß er dem LPR-Parteitag vor.

## Kreationismus
Giertych fiel durch krude Thesen zur Schöpfungslehre auf. In verschiedenen Publikationen vertrat er die Ansicht, dass „Rassenformation (Mikroevolution)“ und „seitwärts orientierte geologische Schichten“ Argumente gegen die Evolution darstellen. Er scheint außerdem zu glauben, dass Dinosaurier gleichzeitig mit Menschen existiert haben.

## Schriften (Auswahl)

### Wissenschaftliche Publikationen
- Endogenous changes in growth regulators in relation to growth and development of red pine, Dissertation, Toronto 1962
- Thoughts for thinking. From student discussions at Oxford and Toronto, London 1963
- als Zusammensteller und redaktioneller Bearbeiter: International Symposium on Dormancy in Trees. Discussions. 5th to 9th September 1973 Kórnik, Kórnik 1974
- Zmiennosc genetyczna polskich ras Swierka: (Picea Abies (L.) Karst.) = La variabilité génétique des races polonaises d'Épicéa: (Picéa Abies (L.) Karst.), in: Arboetum Kornickie, 21. Jahrgang, 1976 [Übersetzung 1984]
- Doskonalenie składu genetycznego populacji drzew leśnych, Studium Podyplomowe Produkcyjności Lasu, Warschau 1976 (2. Auflage Warschau 1989, ISBN 830016384)
- Report on the IUFRO 1938 and 1939 provenance experiments on Norway spruce (Picea abies (L.) Karst), Kórnik 1984
- als Mitherausgeber: Genetics of Scots pine, Developments in plant genetics and breeding Nr. 3, Amsterdam und New York 1991 (ISBN 0-444-98724-X)
- als Mitverfasser: Pan Bóg czy dobór naturalny, Białystok 1994 (ISBN 83-901413-0-2)
- zusammen mit Anatolij Mihailovič Šutâev: Scots pine (Pinus sylvestris L.) in Eurasia. A map album of provenance site interactions = Sosna obyknovennaâ (Pinus sylvestris L.). Albom kart vzaimodejstviâ populâcij i uslovij mest ih ispytaniâ v evroaziatskoj časti areala, Kórnik 2003 (ISBN 83-89290-30-8)

### Politische Bücher
- Zagrożenia duchowe, Marki-Struga 1993 (ISBN 83-7019-077-4)
- Nie przemogą! Antykościół, antypolonizm, masoneria, Breslau 1995 (ISBN 83-85829-55-5) – neue Auflage unter I tak nie przemogą! Antykościół, antypolonizm, masoneria, Breslau 2000, ISBN 83-85829-87-3)
- Dmowski czy Piłsudski?, Breslau 1995 (ISBN 83-85829-70-9)
- Z nadzieją w przyszłość!, Ars Politica, Warschau 2005 (ISBN 83-919560-9-1)